# Selagiaforma sandrangatoella
Selagiaforma sandrangatoella är en fjärilsart som beskrevs av Ulrich Roesler 1982. Selagiaforma sandrangatoella ingår i släktet Selagiaforma och familjen mott. Inga underarter finns listade i Catalogue of Life.